# أمينة النقاش
أمينة النقاش (1950 -) هي صحفية مصرية.

## حياتها ونشأتها
ولدت أمينة عبد المؤمن محمد النقاش سنة 1950 بقرية منية سمنود بمركز أجا محافظة الدقهلية، تخرجت من جامعة القاهرة، جدير بالذكر بأنها كانت زوجة الكاتب والمؤرخ الصحفي صلاح عيسى بجريدة الجمهورية، تعرفت عليها في بيت أخيه رجاء النقاش سنة 1971، وتزوجوا فى سنة 1977، رغم أعتراض أسرته علي تلك الزيجة، بسبب أن صلاح عندما عرض علىها الزواج، كان مفصولا من العمل فى جريدة الجمهورية، ومطلوب القبض عليه وكان شيوعيا.

### أسرتها
تنتمي إلى أسرة ضمت مثقفين بارزين وأدباء ومفكرين وكتاب وصحفيون سياسيون بارزون، وهما الراحل وحيد النقاش مترجما وناقدا، وفكري النقاش كاتب وناقد أدبي مصري، وأبيه عبد المؤمن النقاش شاعر مصري، وفريدة النقاش صحفية وكاتبة، ورجاء النقاش ناقد أدبي وصحفي مصري.

## مسيرتها
- عضو مؤسس فى حزب التجمع الوطنى التقدمى الوحدوي.[14]
- الامين العام المساعد لحزب التجمع وعضو المكتب السياسى.[15]
- رئيس تحرير جريدة الأهالى الناطقة بلسان الحزب.[16]
- عضو نقابة الصحفيين المصريين.[17]
- رئيسا لاتحاد النساء التقدمي بحزب التجمع.[18][19]